# Chad Gray
Chad Gray (16 oktober 1971) is geboren en opgegroeid in in Peoria, Illinois. Chad is de leadzanger in de Amerikaanse band Mudvayne, die in 1996 werd opgericht samen met gitarist Greg Tribbett, drummer Matthew McDonough en bassist Sean Barclay. Sean werd later vervangen door Ryan Martinie.
Chad zorgt tevens voor de zang bij de band Hell Yeah.
Bij vroegere optredens stond hij bekend onder de namen Kud of Chüd.
- MusicBrainz: 7c89e6f2-5e39-450b-bce6-0b9bfe68d732
- Nationale Bibliotheek van Tsjechië: xx0129432
- Virtual International Authority File: 159926409